# Luigi Galleani
Luigi Galleani, född 1861 i Vercelli i Piemonte, död den 4 november 1931, var en italiensk anarkist som var politiskt aktiv i USA mellan 1901 och 1919, då han deporterades. Han var känd för att förespråka våld mot institutioner, däribland mord på "tyranner" och "folkets fiender".
Hans anhängare i USA, kända som galleanister, utförde en rad bombningar och mordförsök mellan 1914 och 1932. Gruppen troddes också ha varit inblandad i Wall Street-attentatet 1920, då 38 dog. Galleani ses i dag som en anarkokommunist och insurrektionell anarkist.